# Examen Periódico Universal

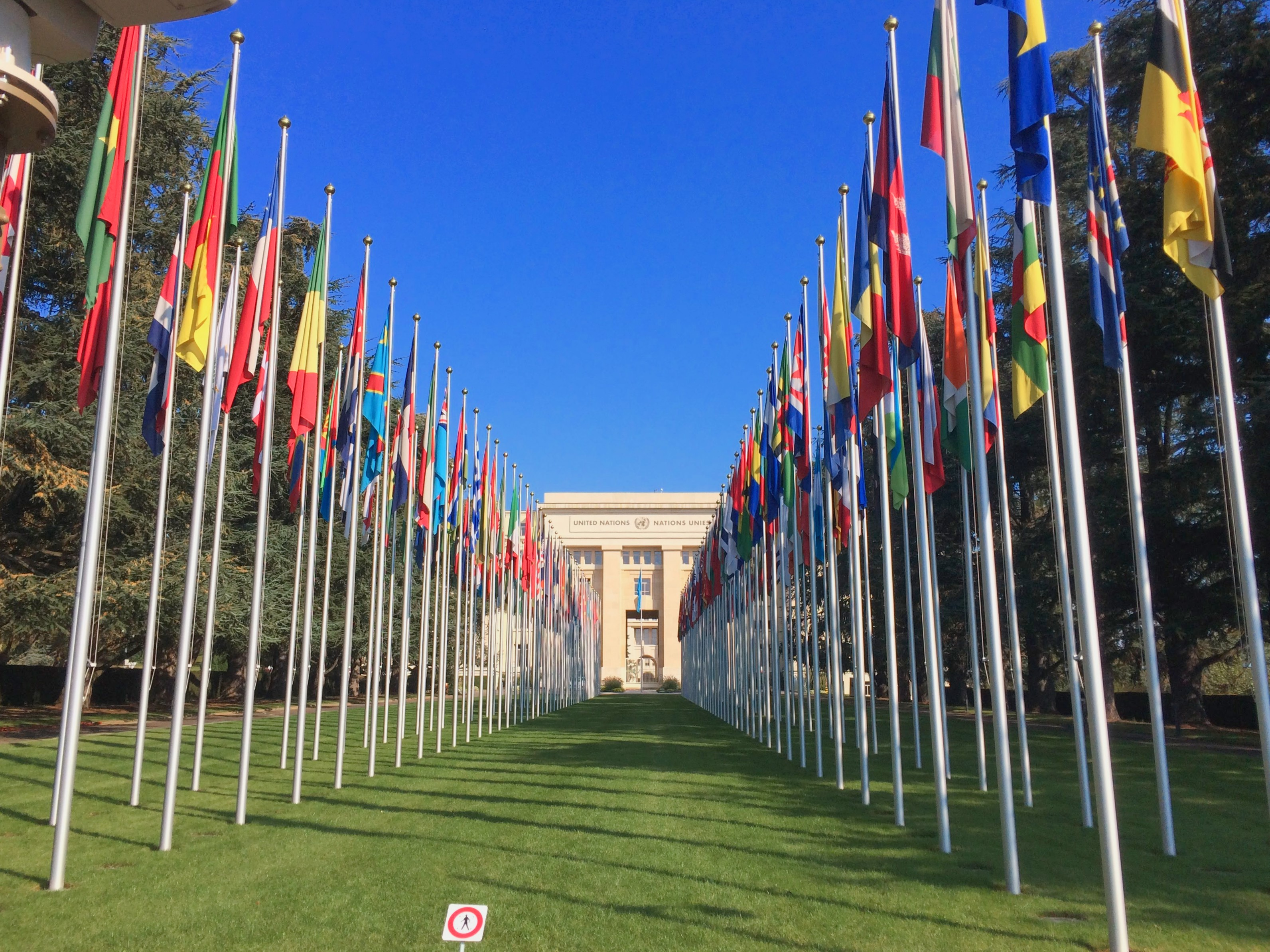
Oficina de Naciones Unidas en Ginebra

El Examen Periódico Universal (EPU, o UPR por sus siglas en inglés, de Universal Periodic Review) es un mecanismo del Consejo de Derechos Humanos (CDH) de las Naciones Unidas (ONU). Establecido por la Asamblea General, el EPU periódicamente examina la situación de los derechos humanos en los 193 Estados miembros de la ONU.
El CDH estableció las funciones del EPU para el período 2008-2012, en 2007. Para los siguientes períodos, se introdujeron modificaciones en 2011.

## Metodología
Cada Estado Miembro de las Naciones Unidas se somete cada cuatro años y medio a un análisis sobre el estado de situación de los derechos humanos. El mecanismo consiste en que los estados presenten informes sobre las medidas que han adoptado para mejorar la situación de derechos humanos en el país y superar los retos que dificultan el acceso a esos derechos. Por otro lado, recibe recomendaciones -basadas en los aportes de numerosos interesados y los informes previos- elaboradas por los demás Estados miembros.
Desde que en 2008 se realizó el primer EPU, todos los Estados miembros de las Naciones Unidas se han sometido tres veces a la evaluación. El cuarto ciclo de exámenes comenzó en noviembre de 2022, durante el 41er período de sesiones del Grupo de Trabajo del EPU.
Los documentos con que se realiza el examen son la información proporcionada por el Estado en revisión, informes de expertos y grupos independientes e información de otros grupos interesados como instituciones nacionales de DDHH o sociedad civil. El proceso de revisión consta de un diálogo entre el Estado sometido al mecanismo y el resto países integrantes de ONU durante el Grupo de Trabajo del EPU. En esta instancia, con una duración de 3:30 horas, se puede realizar preguntas, comentarios y/o recomendaciones al país en estudio. Finalmente, el grupo de trabajo realiza un informe de los resultados con las preguntas, comentarios y recomendaciones surgidos durante el proceso.

## La sociedad civil y el EPU
La sociedad civil tiene un rol relevante a la hora de promover la rendición de cuentas frente a la comunidad internacional a través de contribuciones sobre los temas de incidencia de las organizaciones o colectivos. Es la sociedad civil un garante a la hora de monitorear el avance de las recomendaciones y velar por la no regresividad de los derechos humanos.